# Stenia
Genre
Stenia est un genre d'orchidées comprenant vingt-deux espèces épiphytes sympodiales distribuées dans les zones tropicales à flanc de montagne en Amérique centrale, à Trinité, et en Amérique du Sud. Jusque dans les années 1990, ce genre ne comprenait que huit espèces, avant plusieurs découvertes plus récentes qui ont fait l'objet de descriptions entre 2000 et 2007.

## Synonymes
- Dodsonia Ackerman
- Stenopolen Raf.

## Espèces
Espèce type : Stenia pallida Lindl. (1837)
- Stenia angustilabia D.E.Benn. & Christenson (1998): Pérou
- Stenia aurorae D.E. Benn. & Christenson (1998): Pérou
- Stenia bismarckii Dodson & D.E. Benn. (1989): sud de l'Équateur jusqu'au Pérou
- Stenia calceolaris (Garay) Dodson & D.E.Benn. (1989): Équateur jusqu'au nord du Pérou
- Stenia bohnkianus V.P.Castro & G.F.Carr (2004)
- Stenia christensonii D.E.Benn. (1998): Pérou
- Stenia dodsoniana Pupulin (2007)
- Stenia falcata (Ackerman) Dressler (2004)
- Stenia glatzii Neudecker & G.Gerlach (2000): Équateur
- Stenia guttata Rchb.f. (1880): Pérou
- Stenia jarae D.E.Benn. (1992): Pérou
- Stenia lillianae Jenny ex D.E.Benn. & Christenson (1994): Pérou
- Stenia luerorum D.E.Benn. & Christenson (1998): Pérou
- Stenia nataliana R.Vásquez & Nowicki & R. Müll. (2001): Bolivie
- Stenia pallida Lindl. (1837) Trinité, Guyane, Venezuela, Équateur et Pérou
- Stenia pastorellii D.E.Benn. (1992): Pérou
- Stenia pustulosa D.E.Benn. & Christenson (1994): Pérou
- Stenia saccata Garay (1969): Équateur
- Stenia stenioides (Garay) Dodson & R.Escobar (1993): Équateur
- Stenia uribei P.Ortiz (2004): Colombie
- Stenia vasquezii Dodson (1989): Bolivie
- Stenia wendiae D.E.Benn. & Christenson (1994): Pérou